# Impressionisme (muziek)
Het impressionisme is een stroming in de geschiedenis van de klassieke muziek die in Frankrijk ontstond als reactie op de late romantiek.
De stroming heeft sterke verwantschappen met de laat-19e-eeuwse schilderkunst en literatuur. De stroming kwam tot bloei in de periode van circa 1870 tot 1910, en ging daarna min of meer over in expressionisme en serialisme.

## Kenmerken
De impressionistische muziek is doorgaans sfeertekenend gecomponeerd. Waar in de romantiek nog meer de individueel ervaren emotie en persoonlijkheid voorop stonden, maken impressionistische componisten doorgaans de sfeer belangrijker dan de emotie. Een analoge ontwikkeling vond plaats in de schilderkunst, waar concrete thema's meer en meer verlaten werden en stromingen als het pointillisme, aquarelkunst en abstractie tot ontwikkeling kwamen. Ook liet het impressionisme in de muziek zich graag inspireren door de literatuur (bijvoorbeeld gedichten van Appolinaire en Verlaine). Veel liederen uit deze periode zijn ook op teksten van tijdgenoten, waar in de romantiek nog vaak werd teruggegrepen op oudere dichters en teksten.

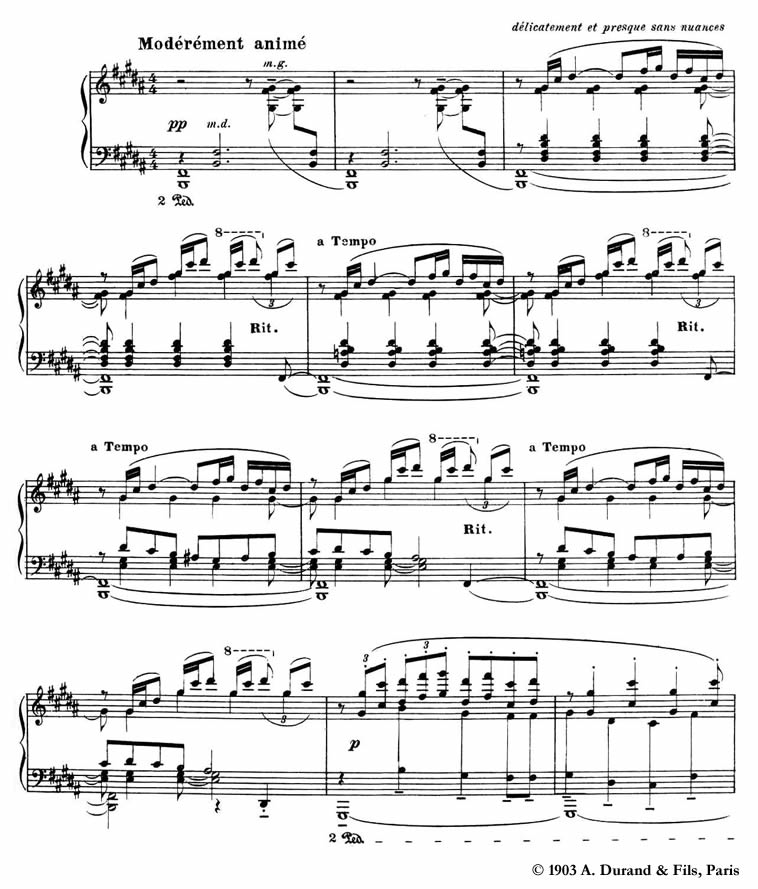
Debussy's Pagodes, pagina 1, uit Estampes I

Ook de invloed van oosterse muziek werd groter, vanwege toenemende kennis over Arabische, Indiase, Chinese en Hindoestaanse muziek. Een voorbeeld is Debussy's "Pagodes" (zie afbeelding), een stuk met Javaans-georiënteerde elementen (imitatie van Gamelan).
Tevens wordt de muziek intiemer, geen grote bezettingen met bombastische geluidsorkanen, maar subtiele klankvelden, die fijntjes en subtiel worden vormgegeven. Er ontstaat een voorkeur voor kleinere vormen en bezettingen. Ook wordt het tonale componeren verlaten in ruil voor pentatoniek (zie ook afbeelding Pagodes) en octotoniek, harmonie wordt vrijer, en het 'zwevende' ritme (minder duidelijk waar de 'tel' zit) wordt prominenter.
In het late impressionisme verschijnen invloeden van de uit Amerika overgewaaide vroege jazz-cultuur. (Voorbeelden: The Little Negro van Debussy, Pianoconcert in G van Ravel). Maar ook de toenemende mechanisatie en industrialisatie drukten hun stempel op de teloorgang van de stroming.
In de rest van Europa wordt de stroming nauwelijks overgenomen of geïmiteerd. In Duitsland kan Hugo Wolf in zijn latere werk gezien worden als een impressionist. Bij de Nederlandse componisten valt te denken aan Alphons Diepenbrock, Jan Ingenhoven en Rudolf Escher, maar geen van drieën kan voluit impressionist worden genoemd. Ook componisten als Gustav Mahler, Alban Berg en Schoenberg vertonen soms impressionistische trekjes, al ontwikkelde hun muziek zich uiteindelijk in een andere richting: de vrije a-tonaliteit en serialisme.

## Componisten
- Erik Satie (voorloper van impressionisme)
- Claude Debussy[1]
- Gabriel Fauré (eerst laatromantisch, later impressionistisch)
- Maurice Ravel (ook voorloper van expressionisme genoemd)
- André Caplet
- Henri Duparc
- Florent Schmitt
- Alphons Diepenbrock
- Rudolf Escher